# 金花湯

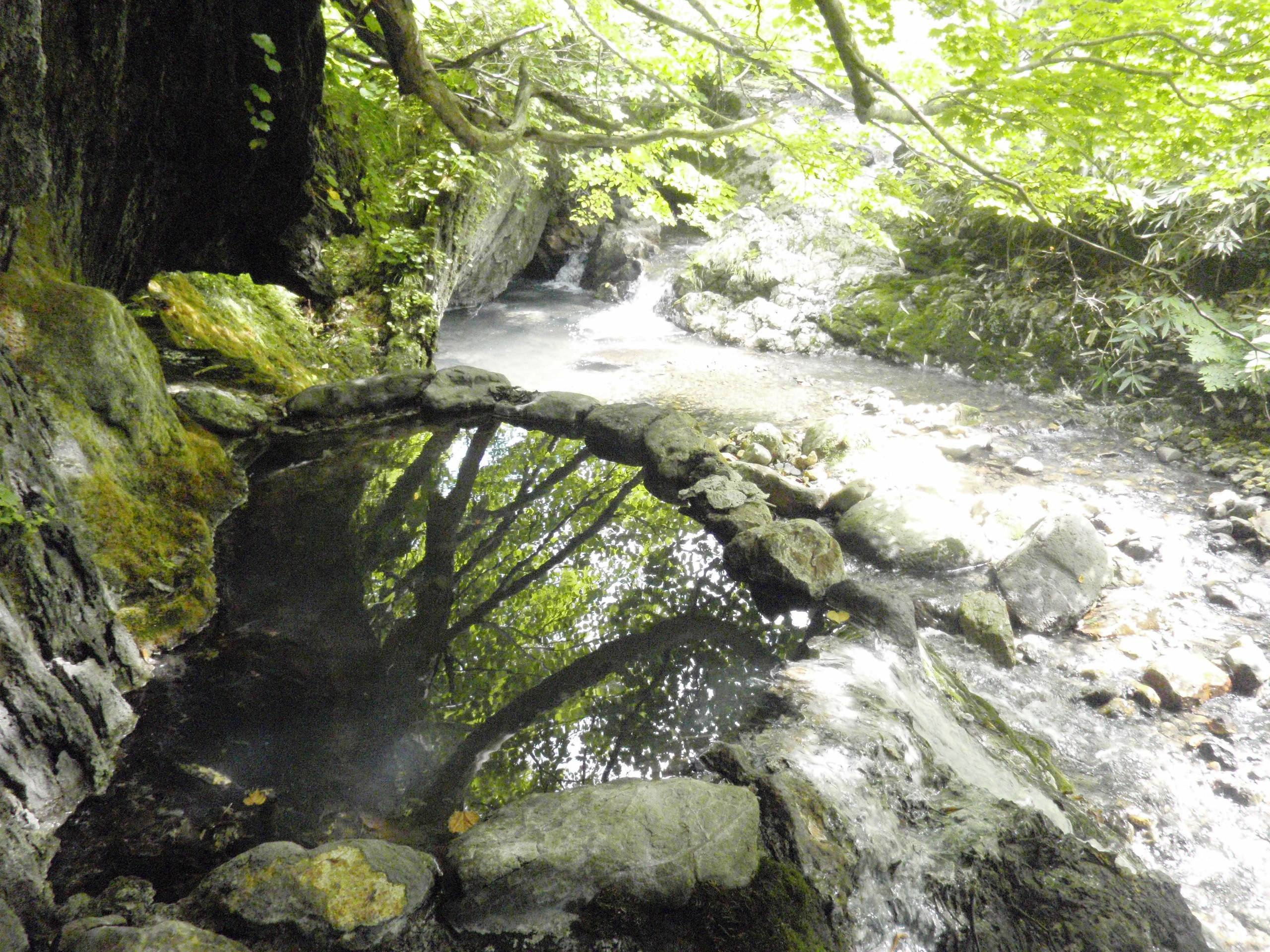
鳳凰の湯（2011年）

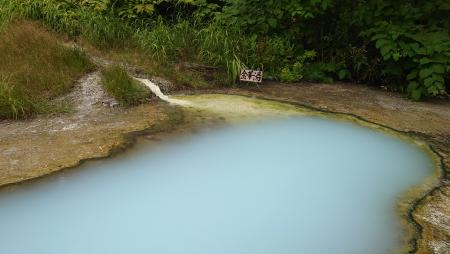
金華湯(2022年)

金華湯（きんかとう）は北海道島牧郡島牧村、泊川支流小金井沢川沿いにある温泉、野湯である。正式な名称は決まっていない。文献やサイトによっては、「金花湯」「小金井沢温泉」「小金の湯」「黄金湯」「黄金温泉」などと表現される事もある。ここでは、現在設置されている看板の表記に基づき「金華湯」の表現を用いる。

## 泉質
北海道立地下資源調査所の泉質分析結果（1976年）によると、湧出量49.9（l/min)、泉温50.3（℃）、pH6.5である。また、カルシウムの含有量は498.3(mg/l)、硫化水素15.71(mg/l)、硫酸塩578.7(mg/l)などとなっている。　
主となる浴槽は石灰華ドームの上部に掘られている。源泉部では無色透明でやや硫化水素臭がある。浴槽においては、大量の湯の花によって白濁した青白色を呈する。小金井沢沿いの「鳳凰の湯（通称）」の泉色は無色透明であり、泉質が異なる。

## 温泉地
渡島山中の奥深く、ブナの原生林に囲まれた北海道でも屈指の秘湯である。
一番大きい源泉は小金井沢川横の高台から湧き出しており、黄褐色（見方によっては黄金色）の石灰華ドームを形成している。
源泉のやや下には先人が掘った湯船があり通常はそこを利用する。見晴らしは良く周りの山々の様子を眺めながら入浴できる。
周辺にもいくつか少量湧出の源泉がある。サイトによっては「大判小判の湯」「鳳凰の湯」などと名付けている。

## 歴史
探鉱家の今堀喜三郎による「焼けを探ねて五十年　永豊泊川付近探鉱の巻」によると、昭和三年四月時点で「二町歩ばかりの間、湯華で台地が出来ていて、其台地内に七カ所の湧きツボがある。(中略)尚、これは後日、長万部鉱山探鉱中に判明した事だが、此の湯の台地の山際に自然薯の群落があり当時の野菜畑の跡らしい。何れにしても、徳川時代のものらしく先人の努力に驚いた。」とのことである。
サイトによっては「昭和30年代に鉱山調査のボーリング中に偶然湧き出た」との説が掲載されているが、明治時代以前から自然湧出により古くから使われてきたことが推定される。なお、泊川の下流にある「河鹿の湯（通称）」は、昭和42年（1967）に島牧村の温泉開発の一環として実施されたボーリングの結果湧出したものであり、金華湯の来歴との混同が考えられる。
昭和の末頃までは温泉のすぐ横までトラック通行可能な林道があったが、現在は廃道となっている。

## アクセス
村有林道千早川宮内線の峠付近までは車両通行可能。そこから先徒歩で約23km、約6時間。ヒグマ対策は必須。
ゲートから約9km付近までは定期的に林道の整備がなされているが、その先の林道は整備されておらず、道路崩壊、道の両側から中央にまで草が覆い茂っている個所もある
2023年秋の大雨により林道に大崩落箇所が生じていたが、2024年5月中旬時点において林道ゲートから9.5km付近、2023年秋の崩落箇所より更に手前の神威山南東斜面の林道崩落により徒歩以外での通行は不可能となっている。
北海道道836号島牧美利河線の終点から入るルートは、直線距離は短いが道は各所で断絶しており、泊川の沢登りを余儀なくされる。